# NGC 1746
NGC 1746 je asterismus v souhvězdí Býka s magnitudou 6,1.
Od Země je vzdálen přibližně 2 600 světelných let a možná je tvořen dvěma hvězdokupami s označením NGC 1750 a NGC 1758.

## Pozorování

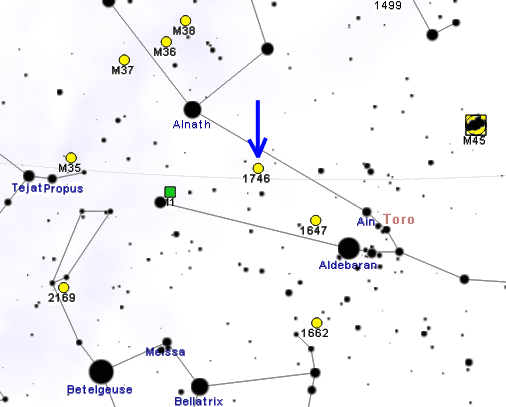
Poloha NGC 1746 v souhvězdí Býka

NGC 1746 se dá na obloze snadno vyhledat i triedrem 7° jihozápadně od jasné hvězdy Nath (β Tauri). Tato část oblohy není příliš bohatá na hvězdy, protože ji zakrývají rozsáhlé husté pásy temných mlhovin, které v souhvězdí Býka tvoří soustavu molekulárních mračen. Pomocí triedru 10x50 je v této oblasti vidět tucet červenooranžových hvězd, které jsou rozprostřené v oblasti o poloměru skoro 1°. Malý dalekohled ukáže v severovýchodní oblasti řetěz trochu jasnějších hvězd, a to blízko dvou oranžových hvězd sedmé a osmé magnitudy, které se při pečlivém pozorování ukážou jako dvojhvězdy. Hojná přítomnost červených obrů ukazuje na pokročilé stáří této skupiny hvězd a ve skutečnosti se zde nenachází žádná modrá hvězda.
Objekt je viditelný ze všech oblastí Země kromě polárních oblastí. Leží blízko ekliptiky, takže je často zakrýván Měsícem nebo zastiňován jasem planet sluneční soustavy.

## Historie pozorování
I přes jeho výrazný jas a velkou rozlohu byl objekt NGC 1746 poprvé popsán až v roce 1863, kdy jej pozoroval Heinrich Louis d'Arrest svým čočkovým dalekohledem o průměru 11 palců. John Herschel jej pak přidal mezi poslední objekty svého katalogu General Catalogue of Nebulae and Clusters pod číslem 5349.
S polohou NGC 1746 se však překrývají hvězdokupy NGC 1750 a NGC 1758, které objevil William Herschel 26. prosince 1785.

## Vlastnosti
NGC 1746 je velmi rozsáhlý objekt, který hostí více než stovku hvězd až do 13. magnitudy. Přesto jde o poměrně málo známý a málo studovaný objekt. V roce 1998 byl zveřejněn fotometrický výzkum, který podrobně prozkoumal tento objekt a dvě hvězdokupy NGC 1750 a NGC 1758, které se přes něj zdánlivě prostírají. Podle tohoto výzkumu nepředstavuje NGC 1746 žádnou fyzickou soustavu hvězd, ale v oblasti objektů NGC 1750 a NGC 1758 potvrdil přítomnost přinejmenším jedné skutečné hvězdokupy.